# Instituto Nacional de los Deportes de El Salvador
El Instituto Nacional de los Deportes de El Salvador es el ente encargado de manejar y fomentar el deporte en los salvadoreños, es una institución perteneciente al gobierno de El Salvador, pero a la vez descentralizada y autónoma, maneja alrededor de 37 disciplinas deportivas.

## Historia
El Instituto Nacional de los Deportes de El Salvador, INDES, fue creado el 28 de junio de 1980, mediante el decreto 300 de la Junta Revolucionaria de Gobierno, que anunció la Ley de los Deportes.
El primer Comité Ejecutivo del INDES fue en el período 1980-1983 y su presidente el Dr. Joel Arturo Rivas Castillo, asumió su puesto el 4 de julio de 1980.

## Federaciones
- Ajedrez
- Atletismo
- Artes Marciales
- Automovilismo
- Bádminton
- Baloncesto
- Balonmano
- Béisbol
- Boliche
- Boxeo
- Ciclismo
- Ecuestre
- Esgrima
- Físicoculturismo
- Fútbol
- Gimnasia
- Judo
- Karate Do
- Levantamiento de pesas
- Lucha Olímpica
- Montañismo
- Motociclismo
- Natación
- Sóftbol
- Tenis
- Tenis de Mesa
- Taekwondo
- Tiro
- Tiro con arco
- Voleibol

El 1 de junio de 2009, asume la presidencia del INDES, Jaime Alberto Rodríguez, bajo el nombramiento del presidente de la República, Mauricio Funes.

## Escenarios deportivos
- Estadio Nacional Jorge "Mágico" González
- Gimnasio Nacional José Adolfo Pineda
- Palacio de los Deportes Carlos "El Famoso" Hernández
- Complejo Deportivo INDES "El Polvorín
- Complejo Deportivo INDES-Merliot
- Complejo Deportivo INDES-Santa Ana
- Complejo Deportivo INDES-San Miguel
- Estadio Las Delicias
- Albergue INDES
- Villa Centroamericana CARI